# Lilltjärnen (Ströms socken, Jämtland, 707705-147700)
Lilltjärnen är en sjö i Strömsunds kommun i Jämtland och ingår i Ångermanälvens huvudavrinningsområde. Sjön har en area på 0,0556 kvadratkilometer och ligger 351 meter över havet. Sjön avvattnas av vattendraget Hostån.

## Delavrinningsområde
Lilltjärnen ingår i det delavrinningsområde (707606-147788) som SMHI kallar för Ovan Hälsingbäcken. Medelhöjden är 346 meter över havet och ytan är 20,43 kvadratkilometer. Det finns inga avrinningsområden uppströms utan avrinningsområdet är högsta punkten. Hostån som avvattnar avrinningsområdet har biflödesordning 4, vilket innebär att vattnet flödar genom totalt 4 vattendrag innan det når havet efter 203 kilometer. Avrinningsområdet består mestadels av skog (59 procent) och sankmarker (32 procent). Avrinningsområdet har 0,06 kvadratkilometer vattenytor vilket ger det en sjöprocent på 0,3 procent.